# New Suffolk
New Suffolk és una concentració de població designada pel cens dels Estats Units a l'estat de Nova York. Segons el cens del 2000 tenia 337 habitants.

## Demografia
Segons el cens del 2000, New Suffolk tenia 337 habitants, 172 habitatges, i 98 famílies. La densitat de població era de 180,7 habitants per km².
Dels 172 habitatges en un 16,3% hi vivien nens de menys de 18 anys, en un 45,9% hi vivien parelles casades, en un 6,4% dones solteres, i en un 43% no eren unitats familiars. En el 34,3% dels habitatges hi vivien persones soles el 19,8% de les quals corresponia a persones de 65 anys o més que vivien soles. El nombre mitjà de persones vivint en cada habitatge era d'1,96 i el nombre mitjà de persones que vivien en cada família era de 2,44.
Per edats la població es repartia de la següent manera: un 12,8% tenia menys de 18 anys, un 3% entre 18 i 24, un 23,1% entre 25 i 44, un 31,2% de 45 a 60 i un 30% 65 anys o més.
L'edat mediana era de 53 anys. Per cada 100 dones de 18 o més anys hi havia 89,7 homes.
La renda mediana per habitatge era de 51.667 $ i la renda mediana per família de 74.688 $. Els homes tenien una renda mediana de 36.875 $ mentre que les dones 36.563 $. La renda per capita de la població era de 32.740 $. Entorn del 4,2% de les famílies i el 6,1% de la població estaven per davall del llindar de pobresa.